# Сарт-Чишма
Сарт-Чишма́ (рос. Сарт-Чишма, башк. Һарт-Шишмә) — село у складі Кармаскалинського району Башкортостану, Росія. Входить до складу Новокієшкинської сільської ради.
Населення — 908 осіб (2010; 993 в 2002).
Національний склад:
- башкири — 86 %